# Berenice (Racine)
Bérénice è una tragedia in versi di Jean Racine, ambientata alla vigilia del regno di Tito.

## Le fonti dell'opera
Racine si sarebbe ispirato alla storia d'amore "abortita" tra Luigi XIV e Maria Mancini (nipote del cardinal Mazarino). Si dice che Luigi XIV, presente alla prima rappresentazione, abbia versato qualche lacrima.
Le fonti letterarie dell'opera sono il IV libro dell'Eneide e Svetonio. Quest'ultimo aveva raccontato la storia dell'imperatore romano e della regina di Palestina: dato che Roma si opponeva al suo matrimonio Tito dovette rinviare nella sua patria Berenice "invitus, invitam, in francese malgré lui, malgré elle ("contro la volontà di entrambi"). Racine innalza il legame di un Romano e della sua amante al livello di un amore assoluto e tragico.
Racine, inoltre, avrebbe scelto il tema della separazione tra Tito e Berenice in concorrenza a Corneille, che preparava nello stesso periodo la tragedia Tito e Berenice, interpretata al teatro del Palais-Royal diretto da Molière.

## Trama

### Antefatto
Tutto comincia nel corso dell'ultima fase della prima guerra giudaica (74 d.C.). Antioco, re di Commagene, giunge nel regno di Cilicia, probabilmente per una missione diplomatica, e qui incontra Berenice, della quale si innamora. Egli cerca di dichiarare il suo amore avvalendosi dell'appoggio del fratello di lei, Agrippa, ma l'arrivo di Tito e Vespasiano glielo impedisce.
Anche Tito si innamora di Berenice e le promette di condurla a Roma una volta sedata la ribellione di Giudea. Disperato di poter rivaleggiare con il figlio dell'imperatore, Antioco si unisce all'esercito dei due condottieri romani, sperando di trovare la morte nel campo di battaglia. Invece, egli non solo sopravvive al conflitto, ma contribuisce alla distruzione di Gerusalemme, che pone fine alla ribellione.
Tito riconosce il valore di Antioco e ne fa amico e protetto, per poi ritornare a Roma assieme a Berenice, che ricambia l'amore del romano. Antioco rimane per altri due anni nel regno di Cilicia, poi si sposta in Italia (76 d.C.) ancora folle d'amore per la donna. Tito accoglie Antioco e lo ospita per tre anni, nel corso dei quali Berenice diventa amica di Antioco, non sospettando del suo amore. Nello stesso tempo, Tito promette di sposare Berenice una volta divenuto imperatore.
Nel 79 d.C., Vespasiano muore e Tito diventa imperatore. La tragedia comincia otto giorni dopo i funerali di stato, nella notte che precede le nozze di Tito e Berenice, che però non avranno mai luogo.

### Svolgimento
Antioco decide di non tenere più nascosto il suo segreto a Berenice; in base alla reazione di lei egli rimarrà a Roma o ritornerà nel suo regno, aborrendo le nozze tra lei e l'imperatore. Nonostante l'invito del suo amico e confidente Arsace a mantenere il silenzio o tornare a Comagene con la ricompensa per le conquiste in Giudea, Antioco non vacilla e rivela tutto alla regina. Questa rifiuta la sua dichiarazione, ma decide di mantenere il silenzio in onore della loro amicizia passata.
Nel frattempo, Tito saluta per l'ultima volta il padre e si prende carico delle sue responsabilità di governo. La sua nuova posizione, però, gli pone di fronte un dilemma: il Senato e Paolino, il suo confidente, gli riferiscono che il popolo romano non accetterà mai come imperatrice una straniera. Egli deve quindi scegliere se affrontare i suoi sudditi o rifiutare la mano della regina.
Tito decide di non affrontare il popolo romano, ma anzi di dargli un esempio di virtù per l'avvenire, come non hanno fatto gli altri imperatori (Giulio Cesare e Marco Antonio nei riguardi di Cleopatra). Egli cerca quindi di allontanare Berenice da Roma, ma il grande amore che prova per lei e i discorsi che questa gli rivolge gli impediscono di rivelare i suoi progetti. 
Non riuscendo a parlarle apertamente, Tito prega Antioco di condurre Berenice nel suo regno e gli fa promettere di mantenere segreta la motivazione di questo viaggio. Il re di Comagene è combattuto tra fuggire subito o portare Berenice con sé, nella speranza di poter far breccia nel suo cuore una volta lontani dalla capitale. Nello stesso tempo, Berenice crede di individuare la causa del tormento del suo amato nella rivalità di Antioco e si appresta ad affrontarlo.
Antioco, calunniato ingiustamente, rivela a Berenice il proposito di Tito, ma lei non ci crede e gli intima di non farsi più rivedere. Antioco è disperato e confida ad Arsace il desiderio di uccidersi, ma l'amico riesce a trattenerlo sia dal suo proposito di morte che dal tornare in patria.
La regina, intanto, è ossessionata dal dubbio e invia la sua confidente e amica, Fenicia, a scoprire se quello che ha detto Antioco è vero. Tito viene condotto da Berenice ed è costretto ad ammettere che non può più sposarla; ella minaccia di uccidersi, non riuscendo a fargli mutare idea.
Ella sembra però rinunciare al suicidio, dichiarando a Tito la sua intenzione di abbandonare l'Italia. Ma la scoperta prematura di una lettera di addio da parte dell'imperatore, in cui Berenice rivela all'amato il suo intento di suicidarsi una volta tornata in patria, preclude alla regina la partenza. Tito minaccia a Berenice di uccidersi, se non abbandona il suo proposito; improvvisamente irrompe Antioco, che rivela a Tito l'amore per Berenice e minaccia di uccidersi a sua volta per proteggere l'onore di entrambi. Alla fine Berenice, comprendendo quanto Tito la ami e non volendo macchiarsi del sangue del suo amico, promette all'imperatore e ad Antioco di non uccidersi una volta tornata in patria. Contrariamente ad altri personaggi di Racine, essi accettano la loro separazione senza rifugiarsi nella morte.

## La figura di Berenice
La figura di Berenice è vista in un'ottica totalmente diversa rispetto alla tradizione storiografica. Nel dramma non c'è alcun segno di immoralità o di licenziosità che i testi sacri e gli autori latini attribuivano alla regina.
Per chiarire il diverso atteggiamento che Racine ha nei confronti della sua eroina possiamo addurre la menzione del fratello di Berenice, Agrippa II. Nella tradizione, Berenice avrebbe avuto con lui rapporti incestuosi, da cui sarebbero nati due bambini; nulla di tutto questo è presente o anche solo suggerito dall'opera. 
Non per questo Berenice si presenta come un personaggio interamente positivo o privo di difetti. Per quanto sia innegabile la fedeltà e la sincerità dell'amore che prova per Tito, tuttavia ella si dimostra una donna molto altezzosa e violenta, come dimostra la sua reazione alla rivelazione dell'amore di Antioco:
Qui peraltro si presenta una contraddizione con i suoi discorsi successivi, visto che nel II atto ella dice a Tito che non le interessa l'impero. Il termine “mortale” attribuito precedentemente a Antioco dimostra quanto la donna non disdegni la carica di imperatrice ed il prestigio che essa comporta, nondimeno, l'uso di questo termine è usuale nell'imitazione del linguaggio della tragedia greca antica.

## Il conflitto
Il tema del dramma è il classico conflitto tra l'amore e la legge, ma Racine gli dà molte più sfumature. Nessuno dei personaggi, infatti, si fa realmente portavoce assoluto delle due istanze.
Berenice è sì paladina dell'amore – sarà infatti la prima a decidere di suicidarsi, sebbene nel testo il primo in ordine di tempo sia Antioco – ma nella buona sorte non disdegna i vantaggi che la società può portare: la carica ed il potere d'imperatrice. La sua è un'avversione alla legge ed ai costumi solo se impongono dei limiti ai suoi desideri; in questo è l'esatto contrario di Tito, che invece cerca di conciliare legge ed amore, ma ponendo una maggiore preferenza al primo.
Tito apparentemente è il campione della legge, dell'onore e del dovere. Preferisce infatti lasciare ai posteri un esempio di virtù per il futuro ed antepone per un breve periodo il dolore per la perdita del padre all'amore che prova verso la regina. Se messo alle strette, spesso sceglie di rispettare il suo dovere sociale: nel IV atto, costretto a scegliere se andare al Senato o sincerarsi che Berenice non voglia togliersi la vita, Tito sceglie la prima possibilità.
Tuttavia vuole allo stesso tempo dimostrarsi degno dell'amore di Berenice. Se potesse, egli salvaguarderebbe tutti e due. Egli infatti non solo cerca di convincere lei delle disastrose conseguenze politiche che il loro matrimonio scatenerebbe, ma anche che il sentimento che prova per lei è autentico.
La ricerca dell'amore per Tito è una ricerca della propria umanità
a cui Tito è costretto a rinunciare per guidare lo Stato. Non è quindi corretto parlare di avversione all'amore, quanto di rinuncia all'amore per qualcosa di moralmente o realisticamente più importante.
Antioco è estraneo al conflitto principale e, se eccettuiamo il suo ruolo nello scatenare il dubbio della regina e nell'essere colui che per primo rivela i piani di Tito, non sarebbe nemmeno utile allo svolgimento del dramma principale. Tuttavia è comunque un personaggio molto importante perché fa da mediatore tra Berenice e Tito: la prima confida all'amico i suoi timori, il secondo si rivolge a lui per allontanare l'amata da Roma. Se Antioco non si fosse innamorato di Berenice, e se non ci fossero stati altri personaggi a ricoprire questo ruolo, sarebbe stato probabilmente il confidente di entrambi.

## I confidenti
I confidenti non si limitano ad ascoltare i timori dei loro amici / padroni, ma cercano di spronarli ad agire o gli danno dei consigli. Spesso elogiano la fortuna dei protagonisti, che essi invece negano, dichiarandosi sempre perseguitati ed infelici.